# Makoto Suwa
Makoto Suwa ( (諏訪 理?, Suwa Makoto); Tokyo, 1977) è un astronauta giapponese.
Nel febbraio 2023 è stato selezionato come astronauta del Gruppo 6 astronauti JAXA. Ha svolto l'addestramento astronautico di base della JAXA tra aprile 2023 e ottobre 2024, divenendo ufficialmente un astronauta JAXA. Da ottobre 2024 ha iniziato l'addestramento più specifico pre-assegnamento di missione nei centri spaziali dei vari partner della Stazione spaziale internazionale.